# Amata chromatica
Amata chromatica là một loài bướm đêm thuộc phân họ Arctiinae, họ Erebidae.